# Canale (Venezia)
Il canale è un elemento essenziale della viabilità acquea di Venezia e della sua laguna.

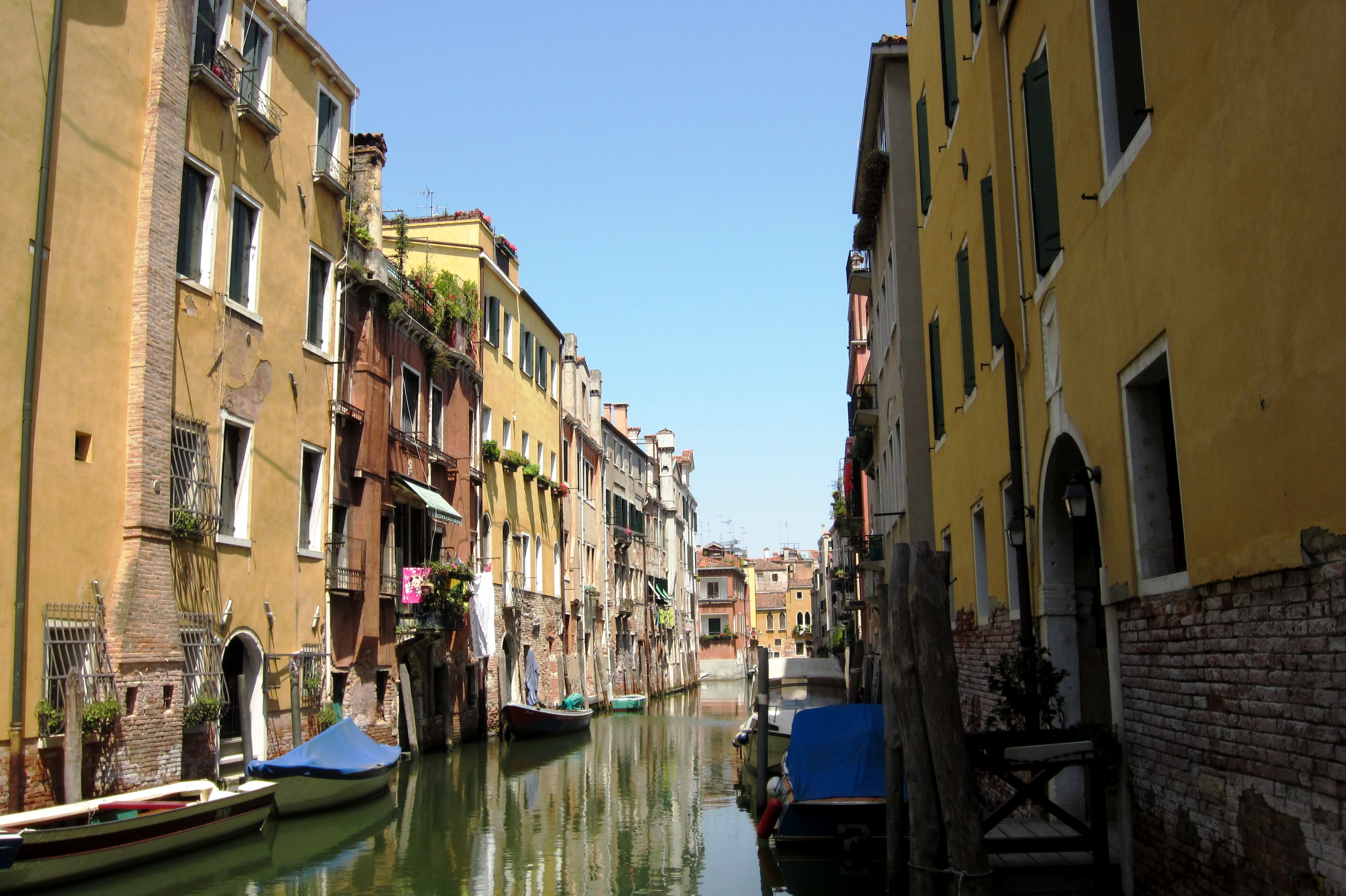
Esempio di canale di Venezia

## Descrizione
Il termine canale viene usato nell'ambito del Centro Storico per indicare le vie acquee che per ampiezza, lunghezza e densità di traffico sostenuto costituiscono le vere e proprie dorsali del sistema di navigazione interno alla città.
Essi sono: 
- il Canal Grande, che attraversa tutto il cuore della città da ovest ad est separandola in due e termina nel Bacino di San Marco;
- il Canale di Cannaregio, che unisce la parte iniziale del Canal Grande con la parte nord della laguna in direzione di Mestre;
- il Canale della Giudecca, che collega a sud la parte occidentale della città direttamente con il Bacino di San Marco;
- il Canale della Scomenzera, che unisce direttamente il Canale della Giudecca con la parte iniziale del Canal Grande a Santa Chiara passando tra la Stazione Marittima e la zona di Santa Marta.

Al di fuori del contesto urbano, il termine canale si utilizza per denominare in modo specifico i percorsi lagunari naturali navigabili (o anche artificiali) che circondano la città o che la collegano alla terraferma o alle bocche di porto, i principali canali sono:
- Canale Orfano
- Canale dei Marani
- Canale dei Petroli
- Canale Vittorio Emanuele
- Canale di Santo Spirito
- Canale di San Nicolò

Questi canali sono in realtà zone lagunari a maggior flusso acqueo che presentano una profondità naturale e/o artificiale maggiore rispetto alla laguna circostante da cui sono altrimenti indistinti. Spesso si tratta di residui vestigiali di antichi letti fluviali. La maggior profondità di questi canali li rende adatti per la navigazione anche di grosso tonnellaggio. Un sistema di pali posti a distanza regolare (le cosiddette brìcołe) indica il confine di questi canali, oltre il quale la profondità della laguna diminuisce drasticamente al punto tale da rendere impossibile la navigazione se non con le tipiche imbarcazioni a remi a fondo piatto.
È proprio con questa seconda accezione che alcuni tratti navigabili, oggi incorporati nel nucleo urbano, hanno mantenuto l'antico nome di "canale". Infatti, fino al XIX secolo queste vie acquee naturali segnavano i confini della città con la laguna, prima dei successivi interventi d'interramento delle zone circostanti che li hanno inglobati nella città. Essi sono:
- il Canale di Santa Chiara all'altezza di Piazzale Roma e inglobato in seguito agli interramenti per la realizzazione della Stazione Marittima;
- il Canale di Santa Maria Maggiore, sempre nella zona di Piazzale Roma, inglobato in seguito agli stessi interramenti;
- il Canale di San Pietro, a Castello, inglobato in seguito agli interramenti che hanno incorporato alla città l'isola di Sant'Elena.